# Iž 2126
La Iž 2126 o Iž Oda (in russo Иж-2126) è stata una autovettura prodotta dalla casa automobilistica russa IžAvto dal 1990 al 2005.

## Storia
Progettata da Alexander Semenovich Kondrashkin, dopo l’anteprima al salone dell'automobile di Mosca del 1986 e l’approvazione da parte degli enti russi per la produzione la vettura subì numerosi ritardi e l’azienda entrò in una profonda crisi finanziaria: i costi per la produzione erano elevati inoltre nello stabilimento ancora non era stato ultimato il reparto di saldatura.
Vennero stretti numerosi accordi di fornitura con i concorrenti AvtoVAZ e Moskvič per i componenti come motorizzazioni, frizioni, trasmissioni, al fine di ridurre i costi.
Il 14 settembre del 1990 venne presentata la versione definitiva denominata Izh 2126 (soprannominata Orbit) che entra immediatamente in produzione seguita dalla versione station wagon 21261 (soprannominata Fabula) nel 1991. Il modello definitivo era una berlina cinque porte con carrozzeria di tipo hatchback o station wagon lunghe entrambe 4,060 metri e con un design spigoloso molto somigliante alla Lada Samara e alla Moskvitch Aleko, il telaio era una versione rimodernata della precedente Moskvič 412 che veniva prodotta dalla Izh su licenza; venne spostata la trasmissione verso destra in modo da avere più spazio per il guidatore, inoltre il passo venne allungato fino a 2,470 metri (rispetto al prototipo del 1986) in modo da avere un abitacolo più grande che ospitava cinque posti. Le sospensioni anteriori erano a ruote indipendenti di tipo MacPherson mentre al posteriore era presenta una nuova sospensione ad assale rigido con una nuova traversa longitudinale. L’impianto frenante era composto da dischi anteriori e tamburi posteriori. La wagon aveva il tetto rialzato nella parte posteriore per incrementare la volumetria del bagagliaio. 

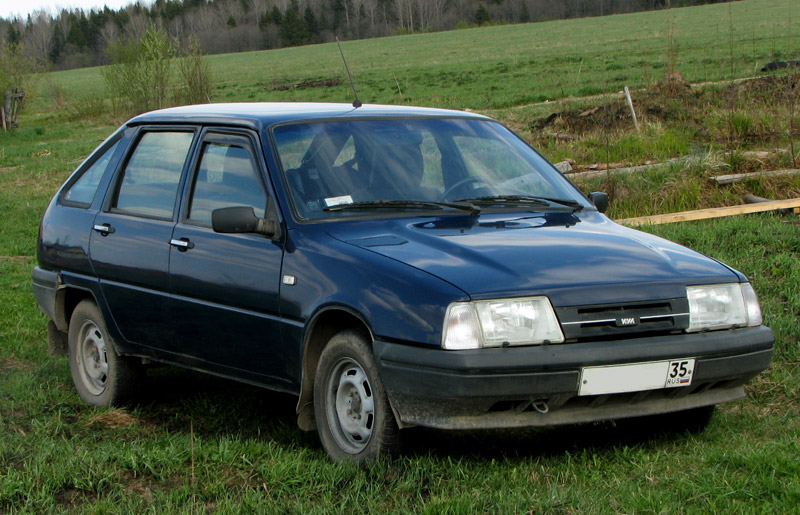
La Oda dopo il leggero restyling

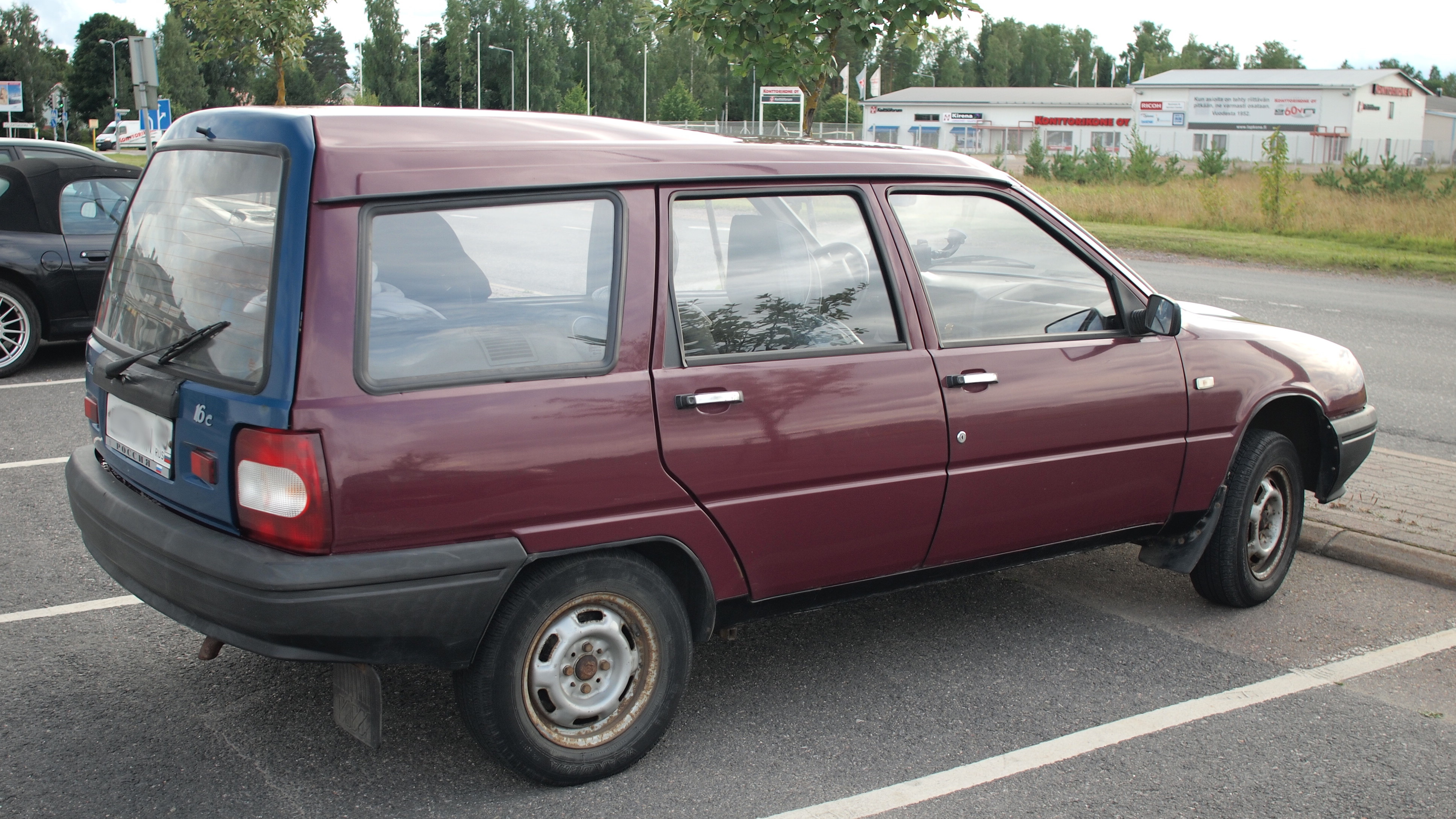
La Fabula (21261), version station wagon

La gamma motori era composta dal 1.6 benzina quattro cilindri VAZ erogante 75 cavalli abbinato ad un nuovo cambio manuale a 5 rapporti e un 1.7 quattro cilindri UZAM da 85 cavalli sempre a 5 rapporti. 
L'impostazione era a trazione posteriore ma la casa ne aveva sviluppato anche vari prototipi a trazione integrale e con carrozzeria furgonata “high-cube” (27171) e pick-up (2717) che entreranno successivamente in produzione.
I primi esemplari vennero acquistati dai dipendenti dell’azienda e mostravano numerosi difetti come la rottura del parabrezza e difficoltà nell’innesto delle marce il che portò la casa madre a richiamarne gli esemplari. 
Inoltre nello stesso anno si è avuto il crollo dell'URSS e la Ižmaš, proprietaria della IžAvto, che basava le sue entrate finanziare sulla produzione di armi da fuoco, convertì oltre il 50% delle linee dello stabilimento di Ižper per la produzione di armi, il restante venne dedicato in gran parte alla produzione della Moskvitch Kombi su commessa della AZLK (che all'epoca era proprietaria della Moskvič); di conseguenza la produzione dei modelli 2126 Orbit fu estremamente bassa e solo un numero esiguo di circa 5.000 modelli sono stati assemblati tra il 1992 e il 1995.
Nel 1996 il modello ricevette un leggero restyling con una nuova mascherina anteriore e nuovi retrovisori (gli stessi della Lada serie 110) e alla gamma si aggiunge il motore 1.8 diesel Ford Endura aspirato erogante 63 cavalli. Poiché la casa aveva in previsione l'esportazione verso l’Europa il nome venne cambiato da Orbit ad Oda in quanto Orbit era registrato dalla Italdesign Giugiaro. Vennero introdotte anche le versioni a trazione integrale, progettate utilizzando la meccanica della Lada Niva (stessa trasmissione e stesso schema di trazione con riduttore).
Nel 2003 si ha un ultimo restyling per tutta la gamma dove viene cambiata la calandra e parte degli interni ora con componenti strettamente derivati dalla Lada serie 110 come il volante e l'autoradio. Viene introdotta anche la 2126 Nika (Ника in russo), una versione della 2126 cinque porte con un kit estetico sportivo con paraurti anteriori e posteriori specifici e nuove rifiniture interne oltre a carchi in lega di serie. 
La produzione termina nel 2005.

## Esemplari prodotti
In totale sono state prodotte 230.781 vetture ripartite tra:
- Izh 2126 Orbit/Oda (1990-2005): 141.510 unità
- Izh 27171 pick-up (1995-2005): 3695 unità
- Izh 2117 Kombi (1998-2005): 73.442 unità
- Izh 21261 Fabula (2003-2005): 12.134 unità